# موشه فینشتاین
موشه فینتشاین (به عبری: משה פיינשטיי) (۳ مارس ۱۸۹۵ - ۲۳ مارس ۱۹۸۶) خاخام و دانشمند یهودیت ارتدکس اهل لیتوانی بود.

## زندگینامه
موشه فینشتاین در ۳ مارس ۱۸۹۵ میلادی برابر با ۷ آذار ۵۶۵۵ عبری در روستای اوزدا در نزدیکی مینسک پایتخت بلاروس (که در آن زمان قلمرو امپراتوری روسیه بود)، زاده شد.
پدرش داوود فینتشاین، خاخام اوزدا بود. او نواده ربی یوم طوو لبمان بود که شرحش بر تلمود منتشر شده بود.
او یشیوا و میدراش ثانی را نزد پدرش تمام کرد، و شانزده سال در لوبان به عنوان ربی برگزیده شد. با فروپاشی روسیه تزاری و برقراری حکومت شوروی، فشارهای بسیاری متوجه زندگی یهودیان شد؛ موشه فینتشاین نیز در سال ۱۹۳۶ به همراه خانواده‌اش به نیویورک رفت.
در منهتن، موشه فینشتاین به عنوان سریشفیا برگزیده شد؛ هم‌اکنون رهبری یشیوا در مانهاتان در دست پسرش داوود فینتشاین است. وی همچنین شاخه‌ای از یشیوا را در جزیره استاتن در بخش ریچموند بنیان نهاد؛ رهبری این شاخه هم‌اکنون در دست پسر دیگرش رئوبن فینشتاین است.
او همچنین سرپرستی عقدات هارابنیم (اتحاد حاخام‌های ارتدکس ایالات متحده و کانادا) و ریاست موتسس (شورای بزرگان تفسیر تورات) و عقدات اسرائیل در آمریکا را برعهده داشت.
او در فقه یهودی روش نوینی را ارائه کرد؛ و بسیاری از چیزهایی را که خاخام‌های یهودی پیش از آن ممنوع می‌دانستند، جایز اعلام کرد؛ از آن جمله دست دادن زنان و مردان، اهدای خون در ازای پول، جراحی زیبایی و استفاده از موسیقی کلاسیک در مراسم مذهبی. وی همچنین مرگ مغزی را نشان مرگ از دید قانون فقهی یهود تلقی کرد.
از موشه فینتشاین آثار کمی برجای مانده است؛ بیشتر آثار او را مقامات شوروی از بین بردند. با این حال رسپونسا (استفتائات) او در هلاخا در هشت جلد و شرح او بر سفر لاویان برجای آمده‌است.